# 上海轨道交通8号线
上海轨道交通8号线，又稱杨浦线，是一条连接中国上海市杨浦区市光路站至闵行区沈杜公路站，是上海地铁运营的南北走向地铁线路，全长37.5公里，共设30座车站，于2007年12月29日通车运营。

## 概览
8号线分两期建设。一期工程北起杨浦区中原小区市光路站，南至浦东新区成山路站。除车辆段出库有一段地面线路外，全部为地下线，正线长23.22公里，共设22座车站。在杨浦区殷行路设车辆段1处，在江浦路、耀华路各设主变站1座。总投资约144.93亿元。其中市光路站至耀华路站段於2007年12月29日與6号线、9号线、4号线环线及1号线北延伸二期一并开通。周家渡站最终改名为中华艺术宫站，已于2012年9月28日开通。
二期工程即南延伸段，原名浦江镇公共交通配套工程。线路原计划从成山路站开始，沿上南路南下并设海阳路站、华夏西路站（上南路站）、三林路站（三林站）、芦恒路站，然后沿浦星公路南下至竹园路站（联航路站）为止，并在沈杜公路附近设车辆段。然而，除上南路站预留站台外，成山路站—芦恒路站区间未按原计划建设，而改走东方体育中心站。线路起自一期工程自成山路站起，南至闵行区浦江鎮沈杜公路站。线路全长约14.44公里，其中地下部分线路约8.24公里，高架桥部分线路约6.2公里。全线共设8座车站，其中地下车站4座，高架车站4座，设浦江镇停车场，投资约53.32亿元。高架车站采取了清水混凝土的建筑工艺，使建筑与高架外观协调。已于2009年7月5日开通试运营。
8号线的线路标志色为 PANTONE Process Cyan C （C=99 M=13 Y=4 K=0），线路主题为蓝色畅想。

### 线路数据
- 营运里程：37.5km
- 站数：30
- 轨距：1435mm
- 动力电源：1500V直流（架空电线方式）
- 复线区间：全线
- 电气化区间：全线
- 地面區間：殷行車輛段—市光路北，沈杜公路東南—浦江鎮停車場
- 地下区间：市光路北—蘆恆路南
- 高架區間︰蘆恆路南—沈杜公路東南

## 车辆
8号线车辆以黑、白、蓝三色为主色调，车身两侧各有一条蓝色饰带。列车设计时速80 km/h，长19.49米(Tc)/19.44米(Mp,M)，宽2.6米，为VVVF交流传动。
| 现名  | 原名 | 制造商           | 车辆编成                | 制造年代  | 车辆总数          | 上线时间    | 昵称             |
| ----- | ---- | ---------------- | ----------------------- | --------- | ----------------- | ----------- | ---------------- |
| 08C01 | AC07 | 法国阿尔斯通公司 | 6小 (Tc+Mp+M+M+Mp+Tc)   | 2006-2008 | 1列(0801)         | 2007/12/29- | 蓝精灵           |
| 08C01 | AC07 | 上海电气阿尔斯通 | 6小 (Tc+Mp+M+M+Mp+Tc)   | 2006-2008 | 27列(0802-0828)   | 2007/12/29- | 蓝精灵           |
| 08C02 | AC15 | 北车长春轨道客车 | 7小 (Tc+Mp+M+M+M+Mp+Tc) | 2009-2010 | 18列(0829-0846)   | 2009/11/13- | （纸）泥鳅       |
| 08C03 | AC15 | 北车长春轨道客车 | 7小 (Tc+Mp+M+M+M+Mp+Tc) | 2010-2012 | 20列(0847-0866)   | 2012/04/04- | 电泥鳅、泥鳅二世 |
| 08C04 |      | 中车长春轨道客车 | 7小 (Tc+Mp+M+M+M+Mp+Tc) | 2018-2020 | 24列(08067-08090) | 2019/07/29- | 泥鳅三世         |

### 08C01型电动客车
- 设计寿命：30年
- 080142号车厢为大圆扶手。

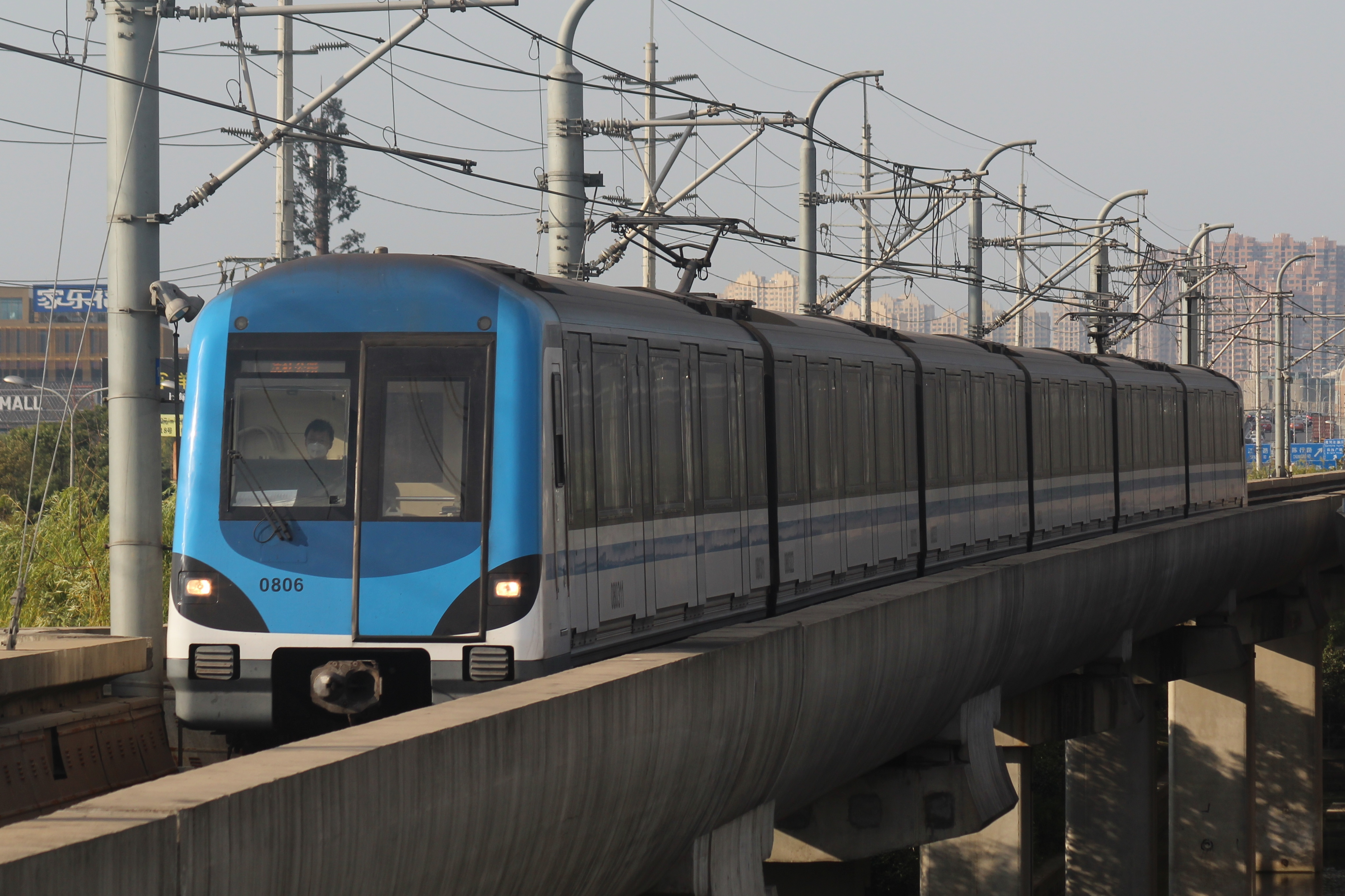
08C01型列车

- 该批所有列车不设闪灯路线图和LED显示屏，车头加设黄色LED显示屏显示终到站。
- 使用阿爾斯通IGBT-VVVF（ONIX1500）

### 08C02型电动客车
- 车辆：铝合金车体，有贯通道
- 设计寿命：30年

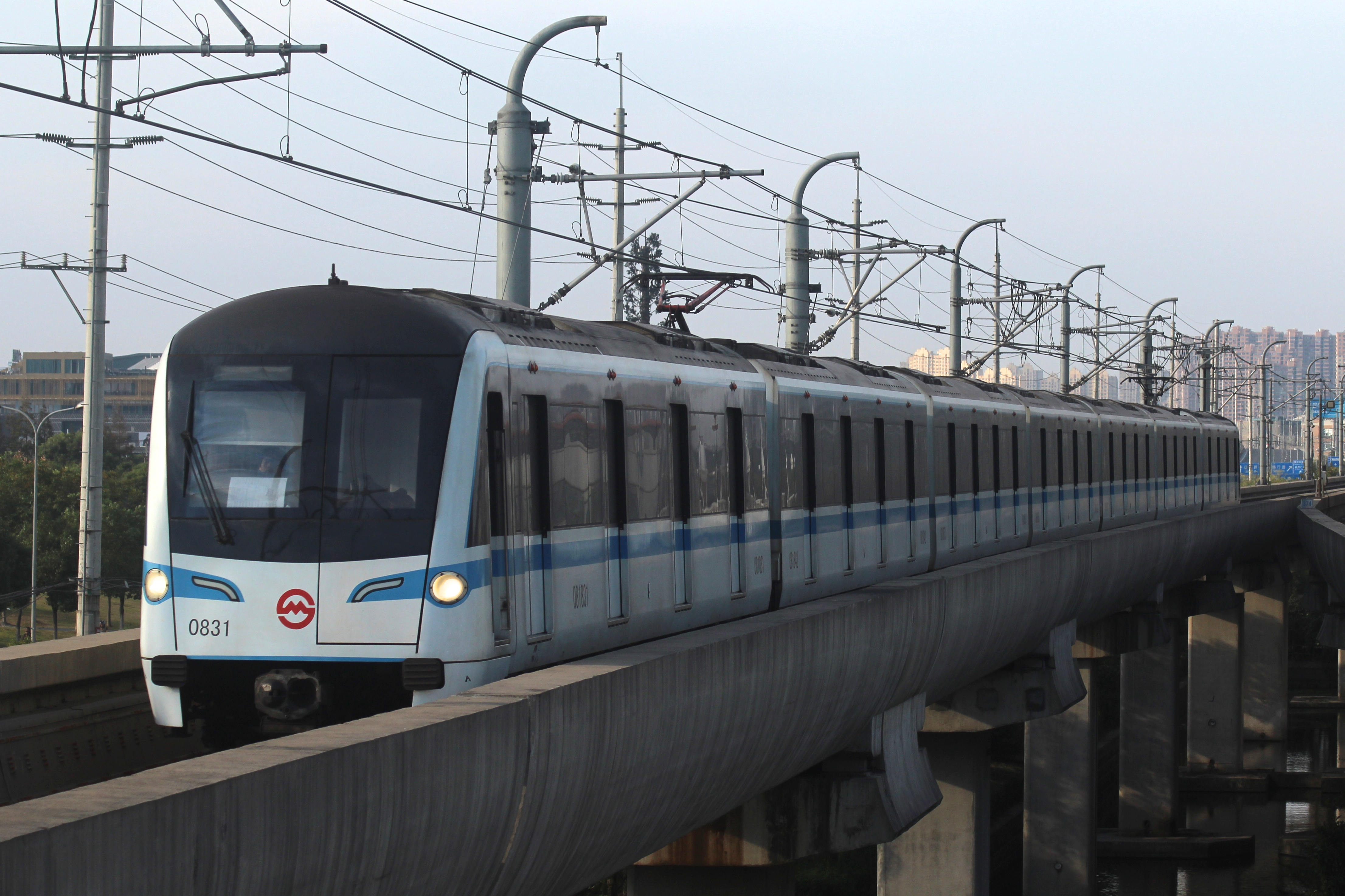
08C02型列车

- 该批所有列车不设闪灯路线图，所有车厢连接处设有黄色LED显示屏。车头加设黄色LED显示屏显示终到站。
- 改用日立IGBT-VVVF（VFI-HD1420B）

### 08C03型电动客车
- 车辆：铝合金车体，有贯通道
- 转向架：WT728321
- 设计寿命：30年
- 该批所有列车设单点式闪灯路线图，所有车厢连接处设有黄色LED显示屏。车头加设黄色LED显示屏显示终到站。
- 改用日立IGBT-VVVF（VFI-HD1420BB）

### 08C04型电动客车
- 该批所有列车设LCD屏幕显示路线图，在车厢连接处和车厢中间位置均设有橘红色LED显示屏。车身外侧加设橘红色LED显示屏显示终到站，车头加设橘红色LED显示屏显示终到站。
- 08088号列车有两节车厢逆变器为试验用的SiC逆变器，启动声音和其他车厢不一样。试验结果表明相同条件下这两台逆变器的能耗比普通逆变器低3.22%[8]。

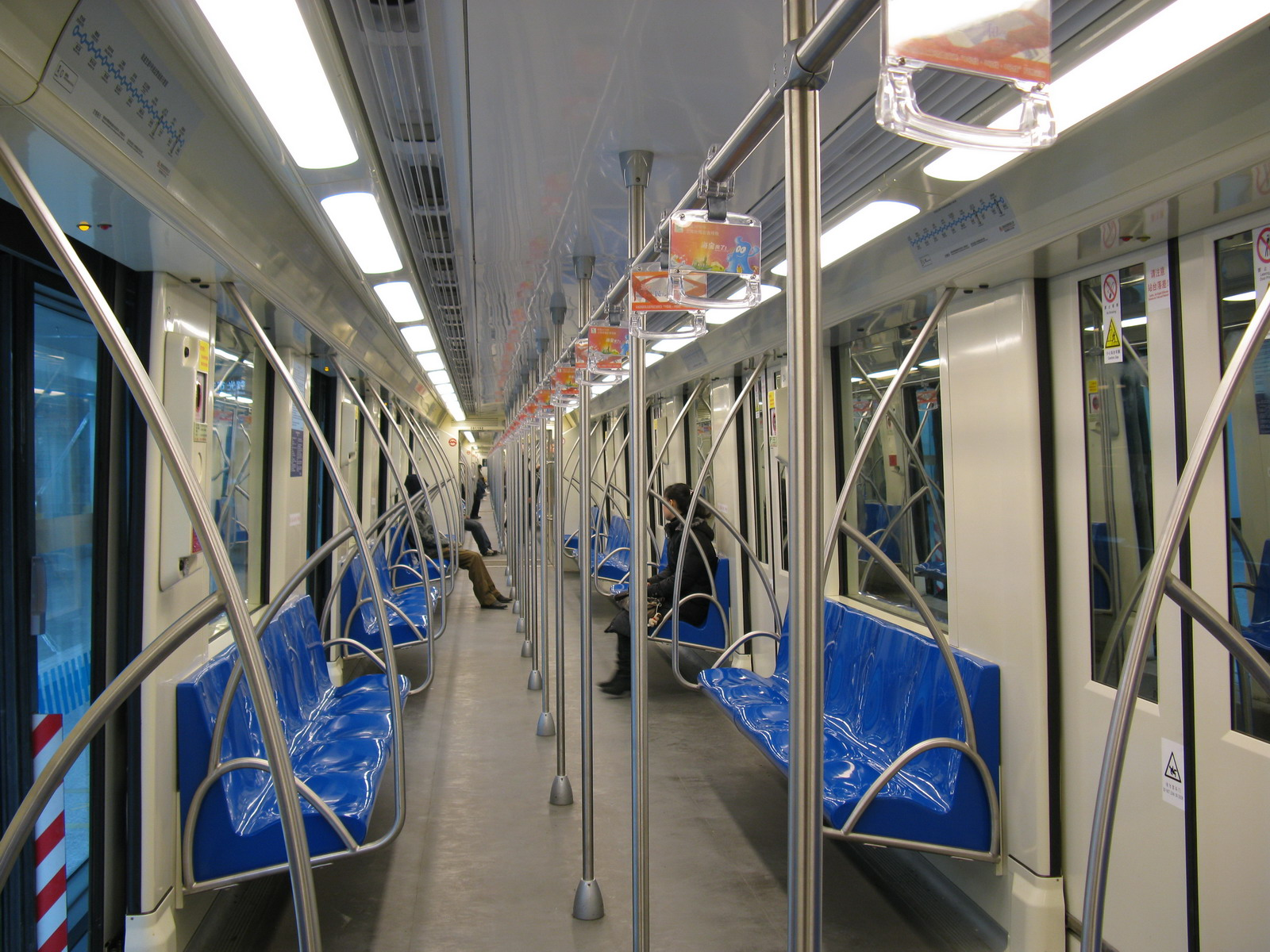
08C01型列車車廂
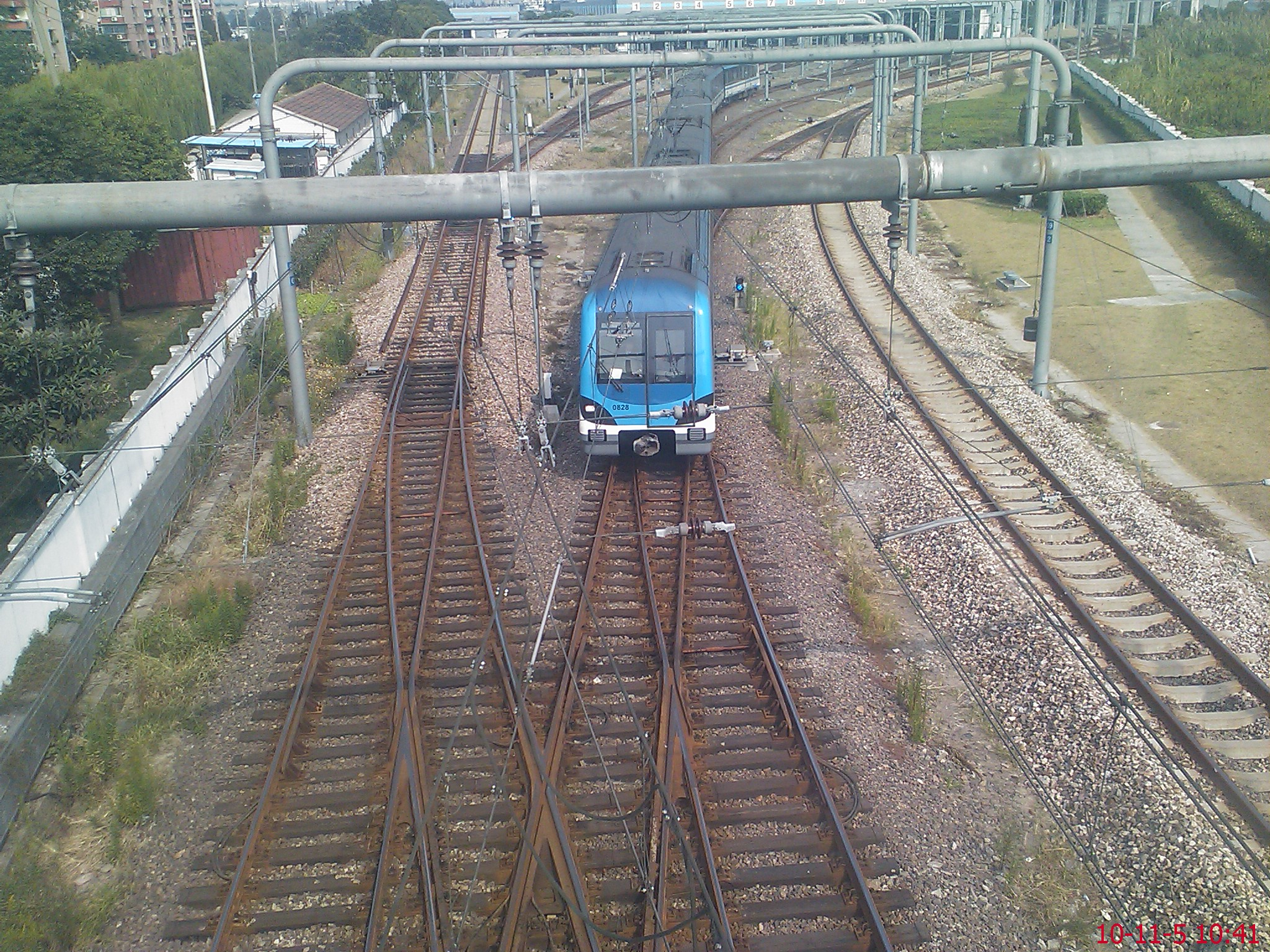
08C01型列车外观
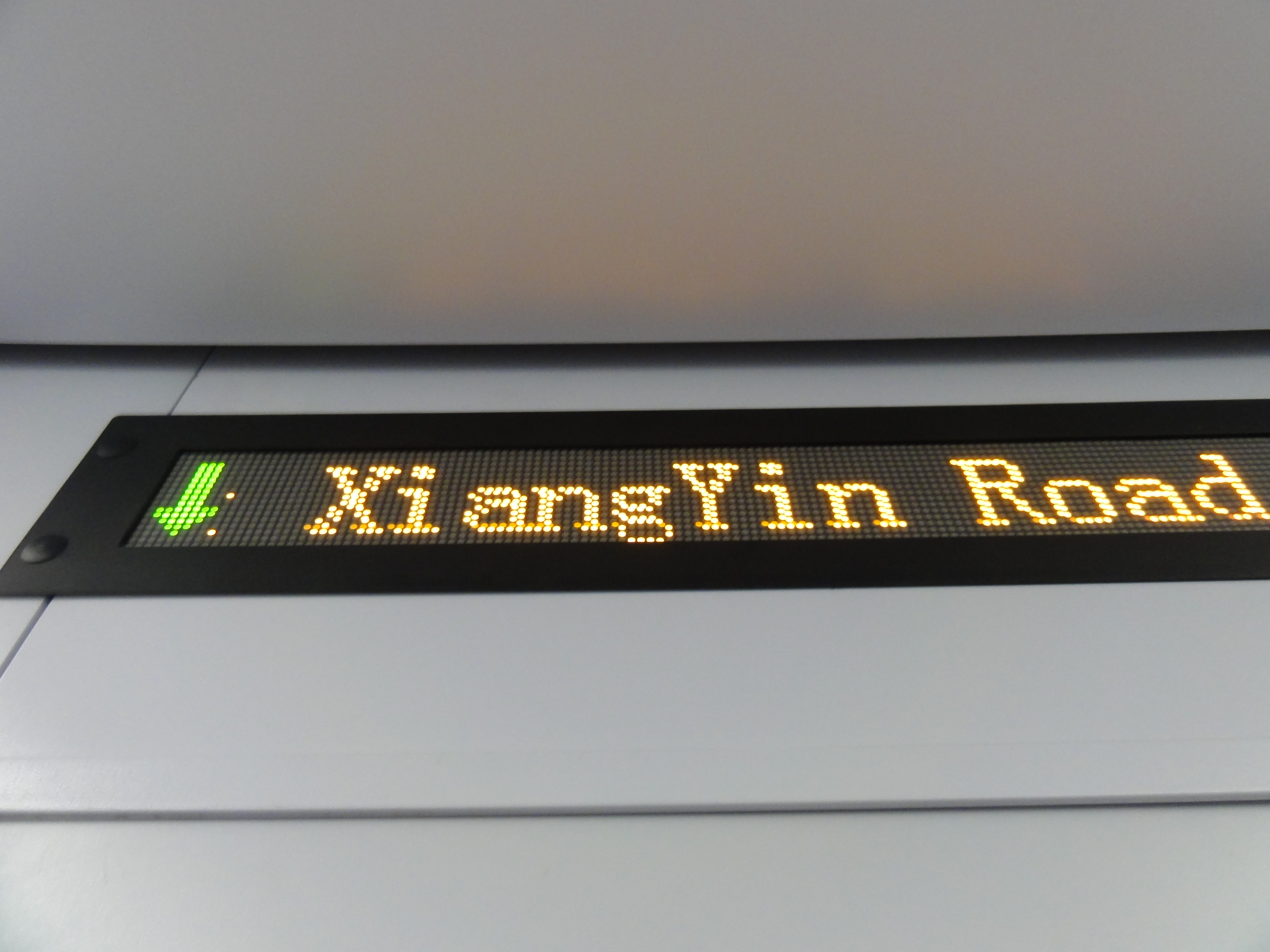
08C02型列车的LED屏幕
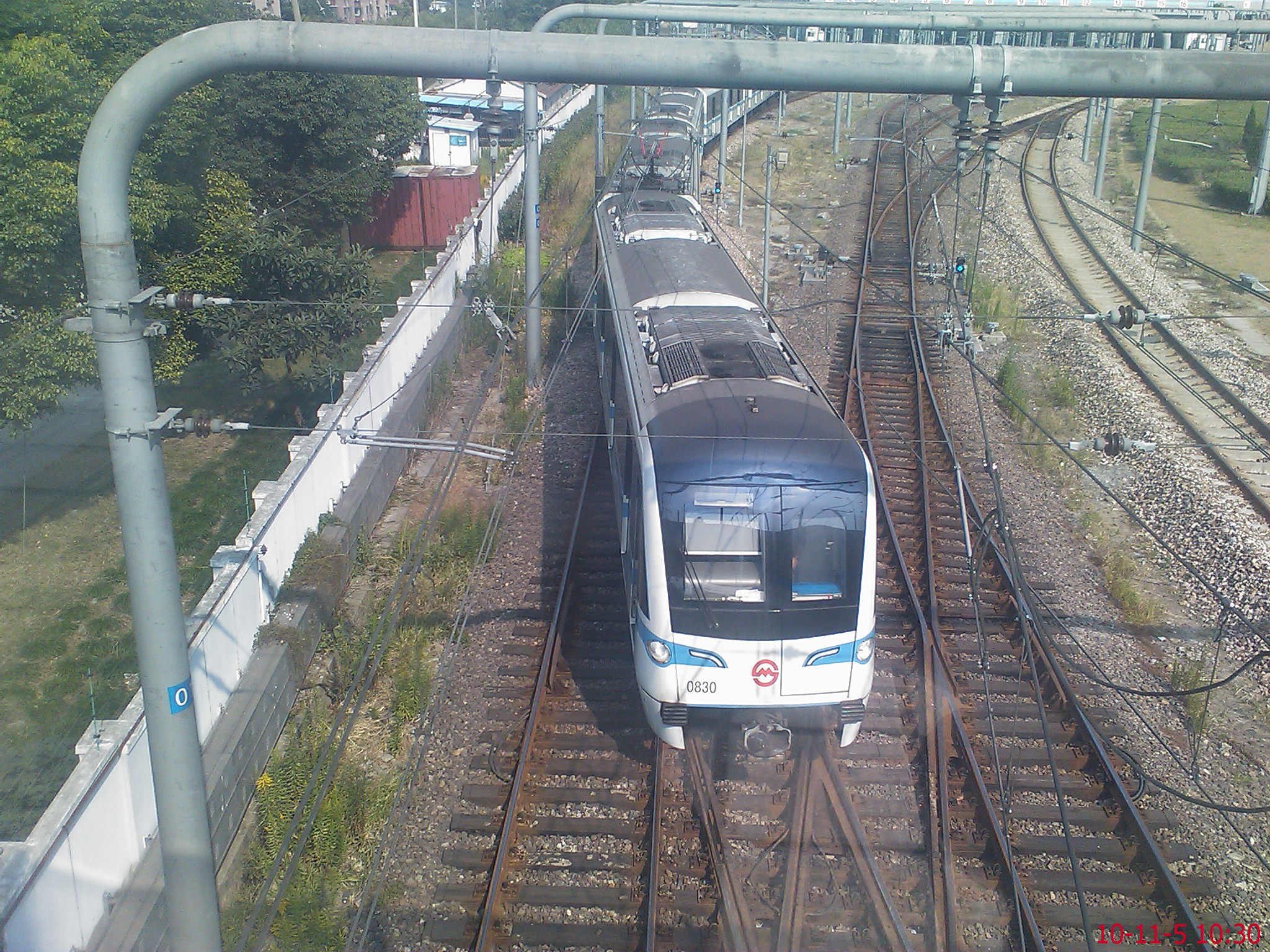
08C02型列车外观
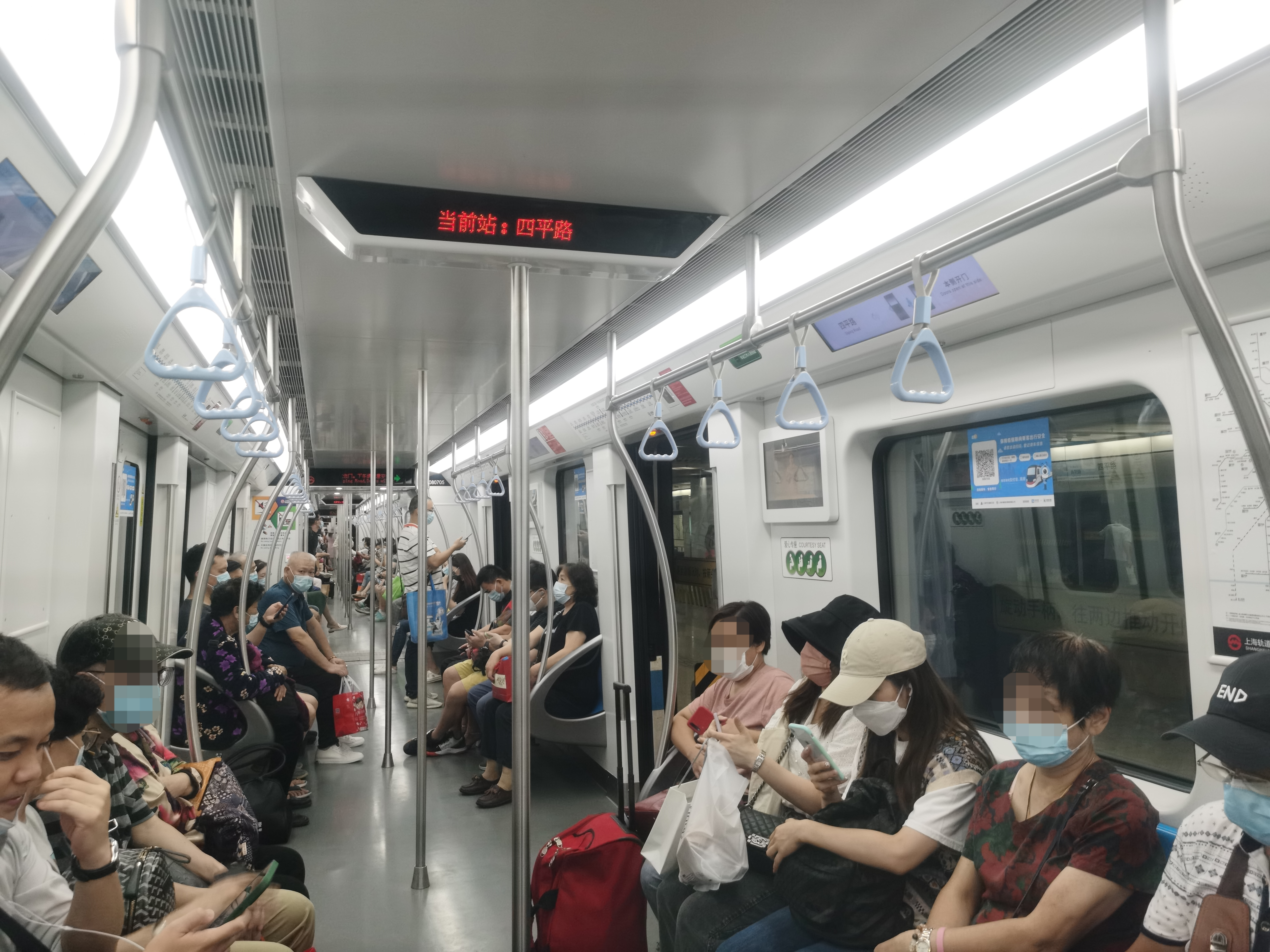
08C04型列车车厢
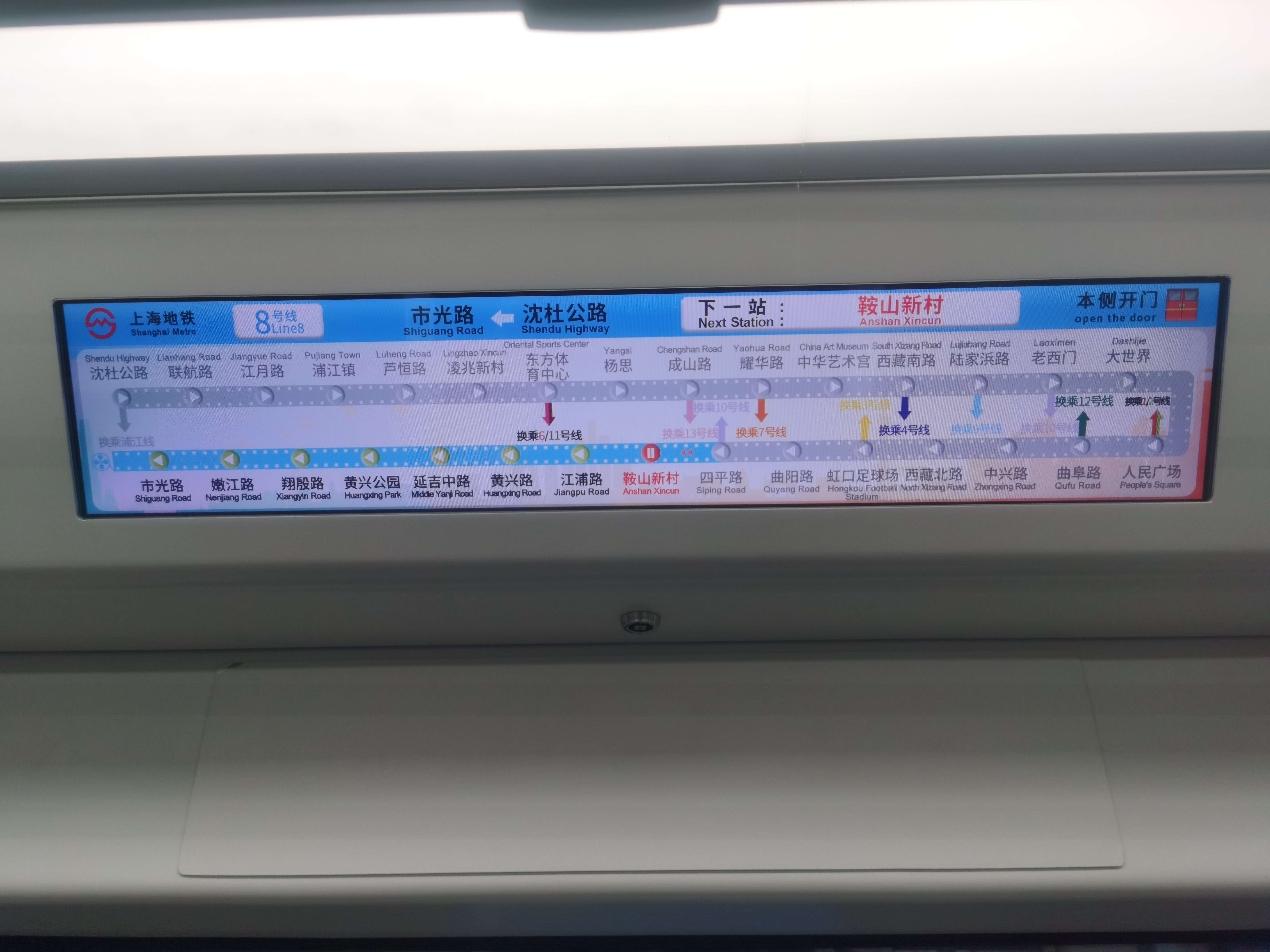
08C04型列车内的LCD屏幕显示路线图

## 车站一览

### 換乘站
- 818江浦路 — 换乘18号线 垂直换乘
- 810四平路 — 换乘10号线 垂直换乘
- 38虹口足球场 — 换乘3号线 通道换乘
- 812曲阜路 — 换乘12号线 垂直换乘
- 128人民广场 — 换乘1号线、2号线 1号线为站厅换乘，2号线为通道换乘
- 814大世界 — 换乘14号线 垂直换乘
- 810老西门 — 换乘10号线 垂直换乘
- 89陆家浜路 — 换乘9号线 垂直换乘
- 48西藏南路 — 换乘4号线 垂直换乘
- 78耀华路 — 换乘7号线 垂直换乘
- 813成山路 — 换乘13号线 通道换乘
- 6811东方体育中心 — 换乘6号线、11号线 垂直换乘
- 8浦江沈杜公路 — 换乘浦江线 站厅换乘

### 未來換乘站
- 820嫩江路 — 换乘20号线 沈杜公路方向为垂直换乘，20号线站厅与8号线站台联通，市光路方向为通道换乘
- 681119东方体育中心 — 换乘6号线、11号线 、19号线 19号线为通道换乘
- 8-19凌兆新村 — 换乘19号线 出站轉乘，需待26號線建設換乘通道

### 车站列表
| 阶段 | 站名         | 里程 （米） | 站间距 （米） | 换乘路线                          | 所在地        | 车站形式           | 开门方向注1                         |
| ---- | ------------ | ----------- | ------------- | --------------------------------- | ------------- | ------------------ | ----------------------------------- |
| 一期 | 市光路       | 0           | -             | —                                 | 楊浦区        | 地下二层侧式       | 右侧                                |
| 一期 | 嫩江路       | 882         | 882           | █ 20号线（在建）                  | 楊浦区        | 地下二层侧式       | 右侧                                |
| 一期 | 翔殷路       | 1962        | 1080          | —                                 | 楊浦区        | 地下一层侧式       | 右侧                                |
| 一期 | 黃興公園     | 3010        | 1048          | —                                 | 楊浦区        | 地下二层侧式       | 右侧                                |
| 一期 | 延吉中路     | 3936        | 926           | —                                 | 楊浦区        | 地下二层岛式       | 左侧                                |
| 一期 | 黃興路       | 5209        | 1273          | —                                 | 楊浦区        | 地下二层岛式       | 左侧                                |
| 一期 | 江浦路       | 6258        | 1049          | █ 18号线                          | 楊浦区        | 地下三层岛式       | 左侧                                |
| 一期 | 鞍山新村     | 7136        | 878           | —                                 | 楊浦区        | 地下二层岛式       | 左侧                                |
| 一期 | 四平路       | 7964        | 828           | █ 10号线                          | 楊浦区 虹口區 | 地下二层岛式       | 左侧                                |
| 一期 | 曲陽路       | 9021        | 1057          | —                                 | 虹口区        | 地下二层侧式       | 右侧                                |
| 一期 | 虹口足球場   | 10501       | 1480          | █ 3号线                           | 虹口区        | 地下二层岛式       | 左侧                                |
| 一期 | 西藏北路     | 11778       | 1277          | —                                 | 静安区        | 地下二层岛式       | 左侧                                |
| 一期 | 中興路       | 13004       | 1226          | —                                 | 静安区        | 地下二层岛式       | 左侧                                |
| 一期 | 曲阜路       | 14239       | 1235          | █ 12号线                          | 静安区        | 地下二层岛式       | 左侧                                |
| 一期 | 人民廣場     | 15320       | 1081          | █ 1号线 █ 2号线                   | 黃浦区        | 地下二层一岛一侧式 | 两侧(沈杜公路方向) 左侧(市光路方向) |
| 一期 | 大世界       | 16081       | 761           | █ 14号线                          | 黃浦区        | 地下三层岛式       | 左侧                                |
| 一期 | 老西門       | 17085       | 1004          | █ 10号线                          | 黃浦区        | 地下二层岛式       | 左侧                                |
| 一期 | 陆家浜路     | 17910       | 825           | █ 9号线                           | 黃浦区        | 地下二层岛式       | 左侧                                |
| 一期 | 西藏南路     | 19073       | 1163          | █ 4号线                           | 黃浦区        | 地下二层岛式       | 左侧                                |
| 一期 | 中华艺术宫   | 21114       | 2041          | —                                 | 浦東新区      | 地下二层岛式       | 左侧                                |
| 一期 | 耀華路       | 21858       | 744           | █ 7号线                           | 浦東新区      | 地下二层侧式       | 右侧                                |
| 一期 | 成山路       | 22806       | 908           | █ 13号线                          | 浦東新区      | 地下二层岛式       | 左侧                                |
| 二期 | 杨思         | 24004       | 1198          | —                                 | 浦東新区      | 地下二层岛式       | 左侧                                |
| 二期 | 东方体育中心 | 25597       | 1593          | █ 6号线 █ 11号线 █ 19号线（在建） | 浦東新区      | 地下二层岛式       | 左侧                                |
| 二期 | 凌兆新村     | 26917       | 1320          | █ 19号线（在建）                  | 浦東新区      | 地下二层岛式       | 左侧                                |
| 二期 | 芦恒路       | 29650       | 2733          | —                                 | 闵行区        | 地下二层岛式       | 左侧                                |
| 二期 | 浦江镇       | 32105       | 2455          | —                                 | 闵行区        | 高架二层岛式       | 左侧                                |
| 二期 | 江月路       | 33528       | 1423          | —                                 | 闵行区        | 高架二层岛式       | 左侧                                |
| 二期 | 联航路       | 34578       | 1050          | —                                 | 闵行区        | 高架二层岛式       | 左侧                                |
| 二期 | 沈杜公路     | 36020       | 1442          | █ 浦江线                          | 闵行区        | 高架二层岛式       | 左侧                                |

- 注1：相对列车行驶方时而言。

现开行市光路-沈杜公路、延吉中路-东方体育中心两种交路，若台风侵袭需要停运露天段时，仅开行市光路-东方体育中心交路。

## 时刻表
更新时间：2019年8月28日

### 列车运行间隔
| 周一 ～ 周五（工作日） | 周一 ～ 周五（工作日） | 周一 ～ 周五（工作日） | 周一 ～ 周五（工作日） | 周一 ～ 周五（工作日） |
| ---------------------- | ---------------------- | ---------------------- | ---------------------- | ---------------------- |
| 名称                   | 时段                   | 列车间隔               | 列车间隔               | 列车间隔               |
| 名称                   | 时段                   | 市光路~延吉中路        | 延吉中路～东方体育中心 | 东方体育中心～沈杜公路 |
| 早高峰                 | 7:15～9:20             | 平均3分30秒            | 平均2分15秒            | 平均2分15秒            |
| 平峰                   | 9:20～17:00            | 平均8分                | 平均4分                | 平均8分                |
| 晚高峰                 | 17:00～19:20           | 平均5分30秒            | 平均2分45秒            | 平均2分45秒            |
| 其他时段               | 其他时段               | 约10～12分             | 约5分～6分             | 约10～12分             |
| 周六、周日（双休日）   |                        |                        |                        |                        |
| 名称                   | 时段                   | 列车间隔               | 列车间隔               | 列车间隔               |
| 名称                   | 时段                   | 市光路~延吉中路        | 延吉中路～东方体育中心 | 东方体育中心～沈杜公路 |
| 高峰时段               | 8:00～19:00            | 平均5分30秒            | 平均3分40秒            | 平均5分30秒            |
| 其他时段               | 其他时段               | 约10分～12分           | 约5分～6分             | 约10分～12分           |

自2023年4月28日起，8号线周末（周五、周六）实施延时运营。

## 沿革
- 2001年5月31日 工程报建[10]
- 2001年12月21日 一期工程开工建设

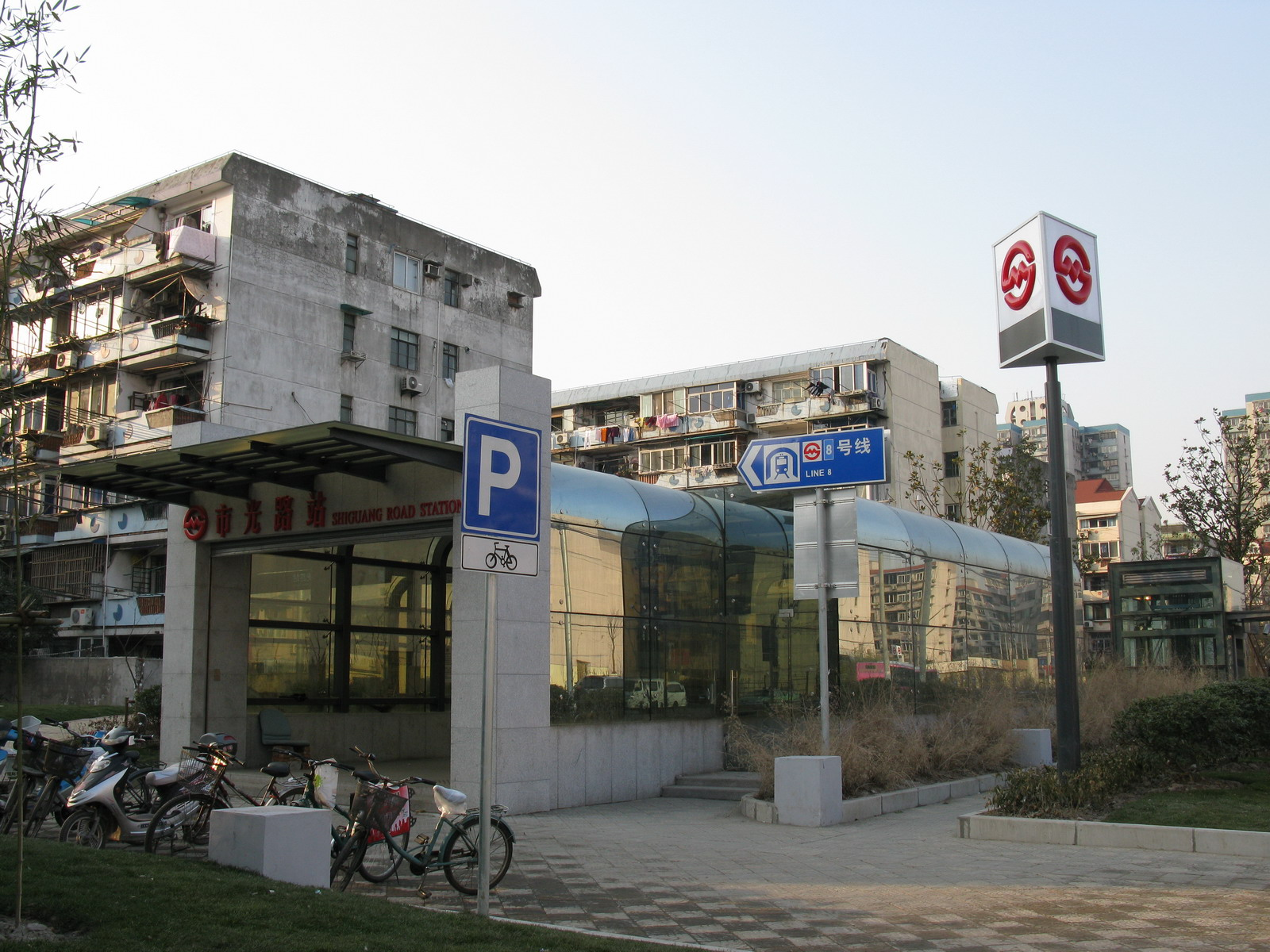
八號線有蓋車站出入口，圖為市光路站3号口

- 2005年12月9日 南延伸（即二期）工程环境影响评价公示[5]（后变更为“浦江镇公共交通配套工程”，除上南路站外未实际建设）
- 2005年12月27日 浦江镇公共交通配套工程（即实际建设的南延伸）报建[11]
- 2006年2月26日 一期21个站名全部确定
- 2006年8月4日 上海地铁运营公司对信号系统进行了验收移交
- 2006年8月27日 第一辆列车出厂
- 2006年10月25日 浦江镇公共交通配套工程凌兆新村站、杨思站开工
- 2007年9月16日 上海举行首届城市公共交通周及无车日在黄兴路站开幕，260位杨浦区居民參與八号线列车试乘[12]
- 2007年12月29日 市光路站至耀華路站（除周家渡站）開通試運營
- 2008年1月22日 因配合西藏南路隧道穿越8號綫隧道施工，西藏南路站至耀華路站暂停運營
- 2008年2月1日 西藏南路隧道盾构于1月31日成功穿越8號綫隧道，西藏南路站至耀華路站恢復運營。並新增1列列車，最短間隔縮短至6分鐘
- 2008年6月1日 虹口足球场站启用公交卡出站换乘
- 2009年1月24日 人民广场站往耀华路站方向启用双开门站台
- 2009年6月28日 由长客庞巴迪城軌公司生产的首列增购列车829号到达梅陇车辆段，这也是C型列车首次进入梅陇车辆段
- 2009年6月28日 列车执行二期开通后的运行路径，在耀华路清客之后，继续前行至杨思站或航天博物馆站折返
- 2009年6月30日 为配合二期调试，首末班车时间调整为二期开通后的时间
- 2009年7月5日 二期由耀华路站至航天博物馆站（除周家渡站、济阳路站）开通试运营，同時啟動大、小交路運營模式，大交路为市光路站至航天博物馆站，小交路為市光路站至杨思站
- 2011年4月12日 二期遺留站济阳路站启用，调整小交路为市光路站至济阳路站[13]
- 2011年5月7日 济阳路站更名为东方体育中心站
- 2012年9月28日 中华艺术宫（原周家渡）站开始运营
- 2013年6月9日 航天博物馆站更名为沈杜公路站，调整小交路为延吉中路站至东方体育中心站[14]
- 2016年12月2日 此日起逢周五、周六及国定节假日前最后一工作日，运营时间延长30分钟（即末班车在原时段基础上延长30分钟发车）[15]
- 2017年1月17日 至2月10日 根据上海地铁“补短板”总体项目要求，8号线人民广场站实施临时停运改造，期间列车将会越站通过
- 2017年1月25日 至2月8日 沈杜公路站实施临时停运改造[16][17]

## 大故障
2009年6月19日至7月1日，8号线二期信号调试（由完全手动驾驶升级至CBTC半自动驾驶）期间，一期运营效率不稳定，并多次发生列车时走时停的故障，造成行驶时间比正常情况长很多，从而导致客流拥塞，并且连续发生七次大型故障。
- 2009年6月19日上午7时30分左右
8号线驶往市光路方向的列车在耀华路起点站突发故障滞留，导致千余名乘客滞留在站台约30分钟。
  - 故障原因：电力线路故障
- 2009年6月20日上午7时20分左右
有乘客进入轨交8号线的耀华路站，但在上车后，列车却无法运行，晚点时间超过15分钟。
  - 故障原因：电力系统故障
- 2009年6月22日上午8时左右
4列8号线列车发生信号故障，故障列车平均晚点约10分钟，最长晚点时间近40分钟。
  - 故障原因：8号线近期启动新一阶段无线信号系统软件升级工作导致运营效率下降
- 2009年6月25日上午9点40分
8号线列车长达1个小时无法正常运行，导致大量乘客滞留车站。
  - 故障原因：信号设备发生故障
- 2009年6月26日上午8时左右
8号线在虹口足球场站滞留多达10分钟，导致大量乘客上班迟到。
  - 故障原因：配合8号线2期顺利通车，启动了新一阶段无线信号系统软件升级工作，但信号还需不断调试，只能边运营边调整
- 2009年6月29日上午9点02分
8号线一列列车在虹口足球场站往耀华路方向突遇车门故障，大量乘客滞留沿线各个站台，全线最大晚点18分钟。
  - 故障原因：一列车车门故障
- 2009年7月1日晚高峰，8号线再次发生故障。[18]

### 由故障将采取的4项临时性举措
- 加强现场人员力量，做好应急准备。
- 加强后台调度指挥，以人工方式干预列车运行，确保运营安全。
- 加强设备维护保障，增派现场检修人员，跟车、跟设备保驾护航，发现问题及时处置。
- 加强运营信息联动，通过乘客信息系统、电台广播等，及时疏导客流。

### 故障原因及解决
经上海地铁排查后，发现造成8号线列车时走时停的主要原因是CBTC车载软件设置的通信传输时间过短，导致列车与中央计算机传输数据量过大，列车因无法准确收到无线信号或设备死机而停车。此时司机需要重新启动列车，由于此情况过为频繁，因此导致行驶时间过长。2009年7月2日，全部列车车载软件连夜被刷新为最新版本后，问题已基本解决。

## 争议
8号线一期工程（市光路站—成山路站）原设计采用A型车。为了消化300辆车厢的产能，多次修改客流预测报告，最终采用了“内部协商和协调”确定的小型车，因此线路非常拥挤而且长期限流。总设计师俞加康表示：除上线7节编组列车、压缩间隔外还有最后一招，就是再造一条与8号线相同走向的轨交，总能解决问题。

## 已取消的建設

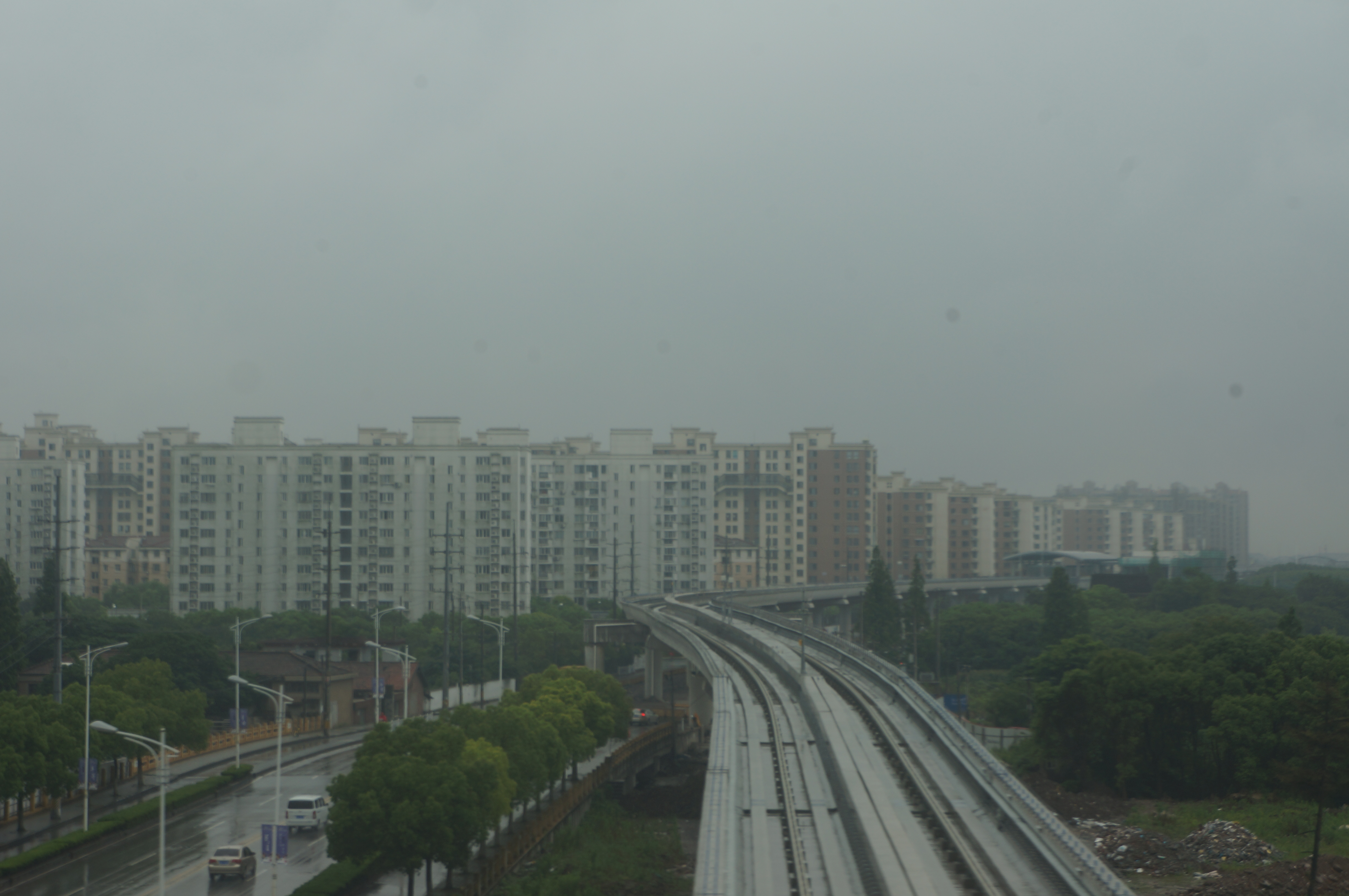
浦江线建设中，2017年6月

### 三期
原计划8号线的南南延伸段，又名浦江镇公共交通配套工程（二阶段）。长约5.557km，均为高架线，设高架站2座，曾进行过两次公示。从浦江镇公共交通配套工程一阶段工程终点航天公园站出站后，过沈杜公路、姚家浜后进入浦江镇，而后沿停车场北侧绿化带至三鲁路西侧，最后至规划汇臻路，于鲁南路与汇臻路交叉口北侧设置终点站鲁汇路站。
根据2011年1月28日《关于轨道交通8号线延伸线航天博物館站—汇臻路站选线专项规划（调整）的公示》，8号线三期工程改为集运系统A线工程。由二期终点沈杜公路站引出，南至汇臻路站，取消原有的直接延伸方案，采用胶轮路轨系统，单独成线。2017年5月3日更名为浦江线。